# 孫錦江
孫錦江（1835年—1939年），后改名孫泂，浙江省台州府黃巖縣人，清朝政治人物、同進士出身。
光緒十六年（1890年），参加光緒庚寅科殿試，登進士三甲122名。同年五月，著交吏部掣签，分发各省以知县即用，后歷任江西進賢縣、萬年縣、樂平縣、永新縣、貴溪縣知縣，浙江寧海縣知縣。